# Sahiwal
Sahiwal (urdu: ساہیوال) är en stad i Punjabprovinsen i Pakistan och är administrativt centrum för distriktet Sahiwal. Folkmängden uppgick till cirka 390 000 invånare vid folkräkningen 2017. Staden ligger längs järnvägslinjen Karachi-Lahore.